# Nantwich
Nantwich è un paese di 12 515 abitanti della contea del Cheshire, in Inghilterra.